# Ferdinand Avenarius

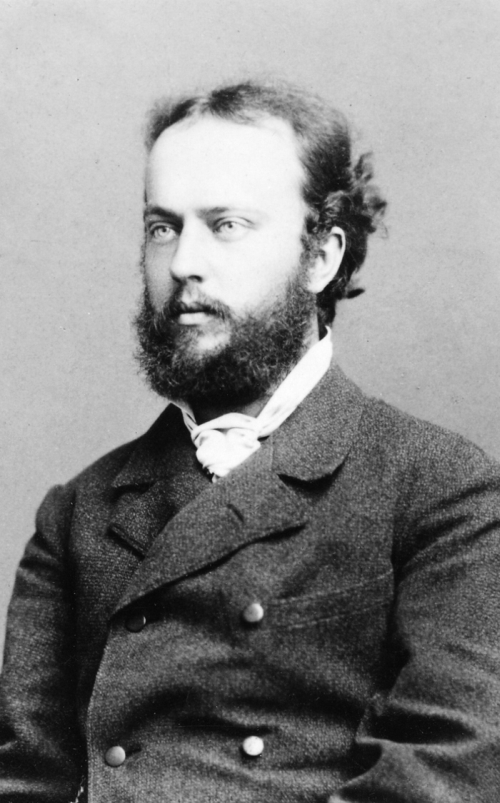
Ferdinand Avenarius

Ferdinand Ernst Albert Avenarius (* 20. Dezember 1856 in Berlin; † 22. September 1923 in Kampen auf Sylt) war ein deutscher Dichter und Gründer der Zeitschrift Der Kunstwart.

## Leben
Ferdinand Avenarius war ein Sohn des Buchhändlers Eduard Avenarius, ein Bruder des Philosophen Richard Avenarius und ein Neffe Richard Wagners. Er besuchte Schulen in Berlin und seit 1871 in Dresden, studierte 1877 in Leipzig und seit 1878 in Zürich u. a.  Kunst- und Literaturgeschichte sowie Philosophie und ließ sich nach Reisen durch Italien und der Schweiz in Dresden nieder.
1887 gründete Avenarius die Zeitschrift Der Kunstwart, in der aktuelle Themen der Kunst und Kulturpolitik behandelt wurden. Diese Publikation hatte großen Einfluss auf die Geschmacksbildung des Bürgertums. Hier eröffnete er unter anderem eine leidenschaftlich geführte Debatte um die literarischen Arbeiten von Karl May. Im Jahr 1894 lernte er Georg Callwey kennen, der die Zeitschrift Der Kunstwart in sein Verlagsprogramm übernahm. Im gleichen Jahr heiratete Avenarius Else Doehn (* 1859 † 1932), die Tochter des Dresdner Schriftstellers Rudolf Doehn. Sie bewohnten eine von Schilling & Graebner errichtete Villa in Blasewitz.
Die Sommer verbrachte Avenarius in Kampen auf Sylt, als dessen „Entdecker“ und Popularisierer er gilt. So rief Avenarius zusammen mit dem Klappholttal-Gründer Knud Ahlborn einen Verein zum Erhalt der typischen Insellandschaft ins Leben, woraus sich Morsum-Kliff, das erste Naturschutzgebiet Schleswig-Holsteins entwickelte. Seine „Villa Uhlenkamp“ hatte Karl Hanusch 1903 eingerichtet. Avenarius verhalf jungen Künstlern durch Stipendien zu längeren Aufenthalten auf der Insel, darunter Johann Vincenz Cissarz, Ernst Kreidolf, Wenzel Hablik und Rudolf Otto. Avenarius wurde erster Ehrenbürger der Gemeinde Kampen.

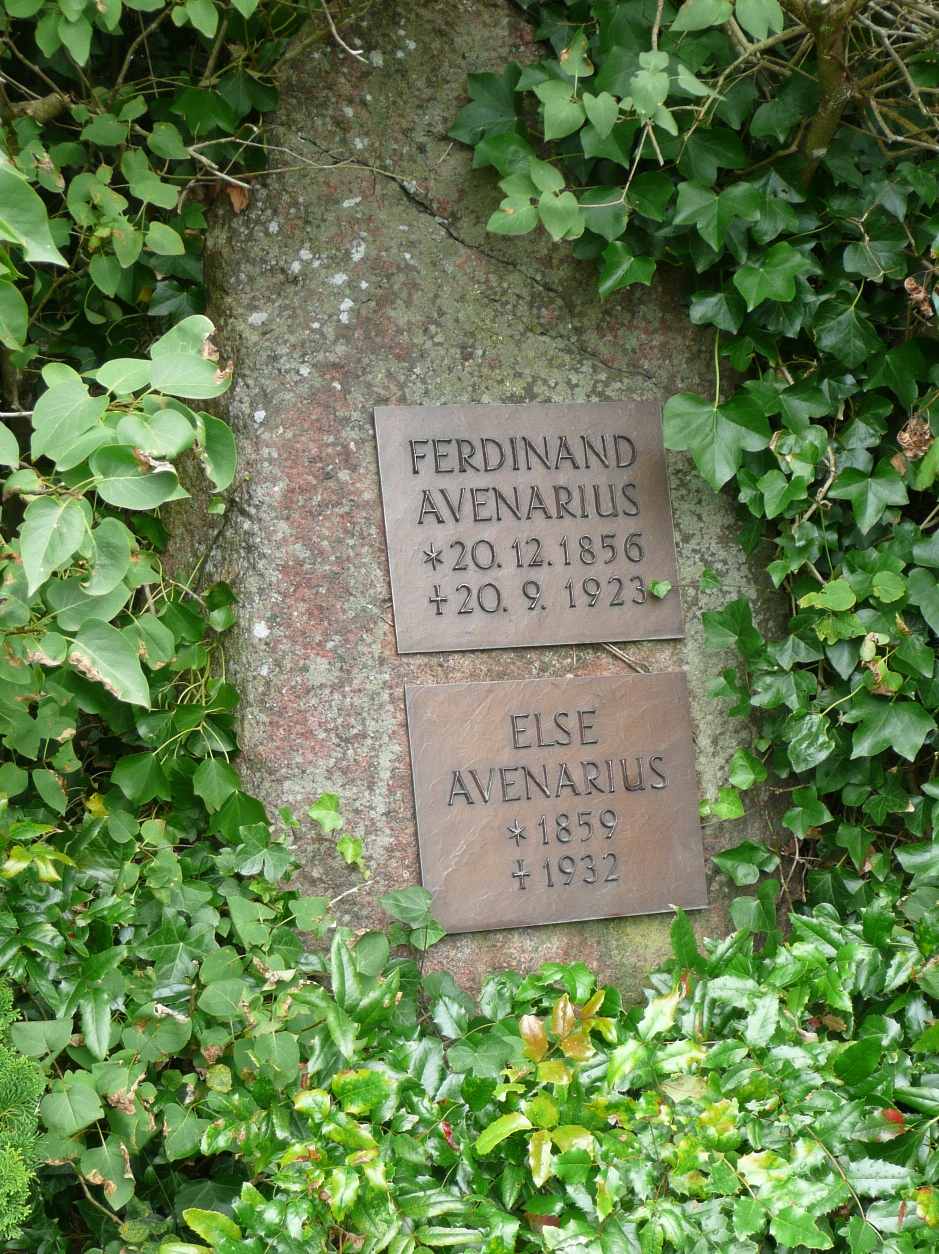
Grabstätte in Keitum auf Sylt

1902 gründete er zusammen mit dem Kunsthistoriker Paul Schumann den Dürerbund. Avenarius gehörte dem Vorstand der Deutschen Gartenstadt-Gesellschaft an und war Mitglied des Deutschen Werkbundes. Heinrich Tscharmann errichtete für ihn 1910 in Blasewitz das Dürerbundhaus, in dem sich auch Verlagsräume des Kunstwart befanden. Avenarius hatte starken Einfluss als Kunsterzieher, bereits 1908 sprach er von der Entwicklung einer Kunst, die ohne Erinnerung an Wirklichkeitsformen ausschließlich mit Licht, Farbe oder Linie seelische Werte übermittele. Ebenso hielt er zum Ersten Freideutschen Jugendtag auf dem Hohen Meißner im Oktober 1913 die abschließende Rede an die Teilnehmer. Bereits 1914 wandte er sich gegen die Kriegspropaganda auf deutscher Seite. Ab 1918 klagte er ebenso die Propaganda der Entente an, indem er umfangreiches Bildmaterial mit dem Untertitel „Schriften für echten Frieden“ veröffentlichte; hiermit prangerte er den Friedensvertrag von Versailles an, der Deutschland einseitig mit der Kriegsschuld belastete und „einen gerechten Frieden verhinderte“.
Ferdinand Avenarius starb im Alter von 66 Jahren und wurde auf dem Friedhof der Inselkirche St. Severin in Keitum auf Sylt beigesetzt. Die Leitung des Kunstwart und die intellektuelle Führung des Dürerbundes übernahm nach seinem Tod sein Stiefsohn, der Schriftsteller Wolfgang Schumann. Sein Neffe Johannes Maximilian Avenarius, den er sehr gefördert hatte, wurde ein bekannter Grafiker.

## Ehrungen
Am 2. August 1907 ernannte ihn die Philosophische Fakultät der Landesuniversität Gießen zum Ehrendoktor.
1926 wurde die Wachwitzer Straße in Blasewitz, in der sich die von Ferdinand Avenarius bewohnte Villa befand, in Avenariusstraße umbenannt. 1982 wurde die Straße eingezogen und erhielt bei ihrer Wiedereröffnung 1994 den Namen Ferdinand-Avenarius-Straße. Auch in Hamburg-Blankenese gibt es seit 1949 eine nach Ferdinand Avenarius benannte Avenariusstraße. Gleiches gilt für andere Städte wie München (1945) und Nürnberg. In Kampen wurde der Avenarius-Park, der sich nahe seiner dortigen Wohnstätte befand, nach ihm benannt.

## Werke (Auswahl)

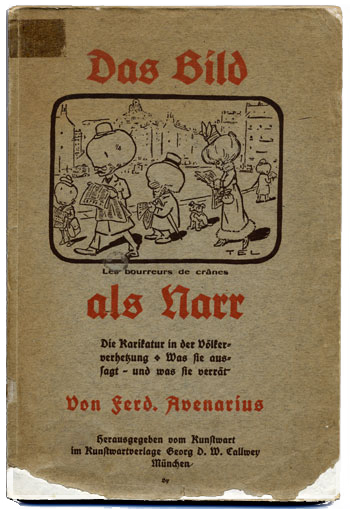
Buchcover Das Bild als Narr. Die Karikatur in der Völkerverhetzung, was sie aussagt – und was sie verrät (1918)

- Wandern und Werden. Gedichte. Diederichs, Florenz 1881. (Digitalisat bei e-rara.ch)
- Vom Lande der Sonne. 1885.[5]
- Die Kinder von Wohldorf. Ehlermann, Dresden 1887. (Digitalisat im Internet Archive)
- Lebe! Eine Dichtung. Reisland, Leipzig 1893 (Digitalisat der 2., verbesserten Auflage im Internet Archive)
- Max Klingers Griffelkunst. Ein Begleiter durch ihre Phantasiewelt. Amsler und Ruthardt, Berlin 1895.
- Stimmen und Bilder. Neue Gedichte. Diederichs, Florenz und Leipzig 1898 (Digitalisat im Internet Archive)
- Dresdner Dichterbuch. Verlag von Wilhelm Baensch, Dresden 1903, urn:nbn:de:bsz:14-db-id190346630X5.
- Stimmen und Bilder. Neuere Gedichte. Callwey, München 1910. (Digitalisat im Internet Archive)
- Das fröhliche Buch. Aus deutscher Dichter und Maler Kunst gesammelt. Callwey im Kunstwart-Verlage, München 1910.
- Max Klinger als Poet. Callwey, München 1917. (Digitalisat im Internet Archive)
- Das Bild als Narr. Die Karikatur in der Völkerverhetzung, was sie aussagt – und was sie verrät. Callwey, München 1918. (Digitalisat im Internet Archive)
- Faust. Ein Spiel. (Drama) Callwey, München 1919. (Volltext auf textgridrep.org)
- Baal. Ein Spiel. (Drama) Callwey, München 1920.
- Jesus. Ein Spiel. (Drama) Callwey, München 1921.

### Herausgeberschaft
- Deutsche Lyrik der Gegenwart. 1882.
- Hausbuch deutscher Lyrik. 1902.
- Balladenbuch. 1907.
- Die Mache im Weltwahn. Schriften für echten Frieden. 1921.